# التر
شهر التر (به فرانسوی: Haaltert) در شهرستان الست در استان فلاندری شرقی در منطقه فلاندری در کشور بلژیک واقع شده‌است.

## نگارخانه

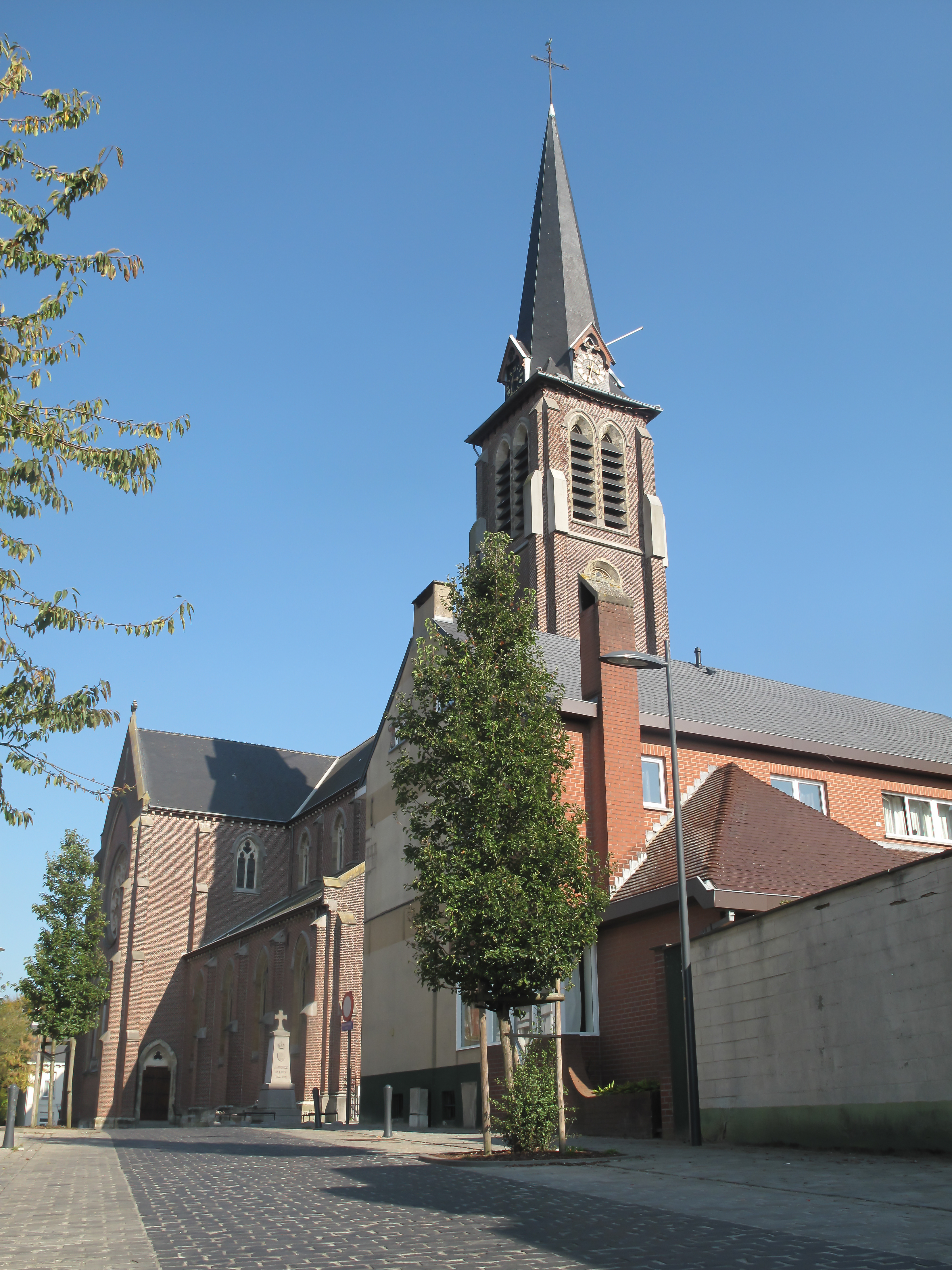
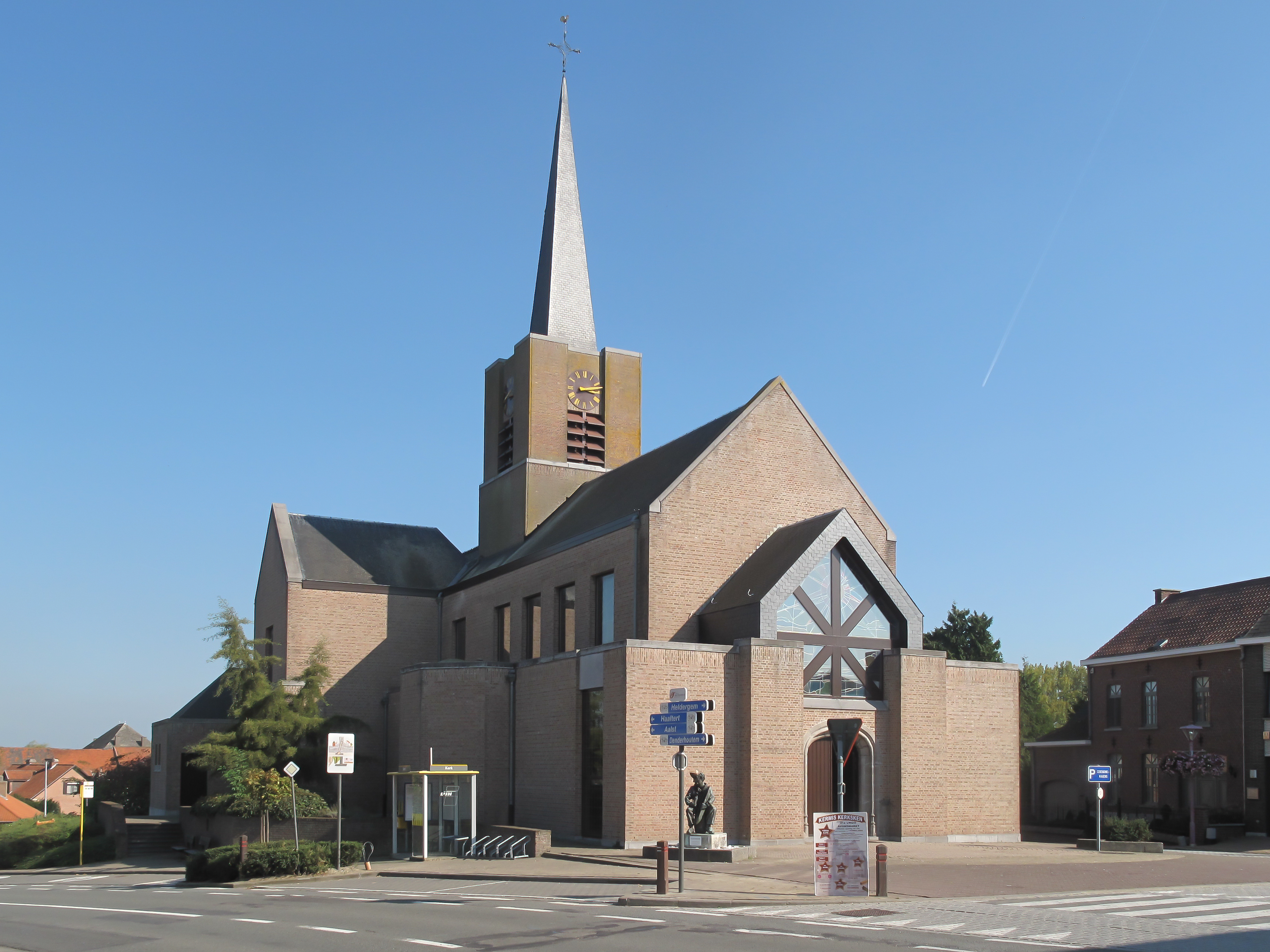